# Abekhian
Els Abekhian van ser una família de nakharark d'Armènia amb feu hereditari a la comarca d'Abeleanq a l'Airarat. El territori estava situat a la riba esquerra de l'Araxes.
Moisès de Khorèn els assigna un origen no haykida i diu que la seva funció hereditària consistia en ser Mestres dels Graners de l'Armènia Major fins al temps del mític rei Vologases o Vologès II (Valarshak o Valarsaces) que va regnar del 197 al 216. No obstant esmenta a un Abejean que seria d'època artàxida. Faust de Bizanci no coneixia aquesta dinastia.
La branca com a tal s'hauria originat al segle iv d'una branca dels Camsaracans. Gazrik i Arten Abekhian van prendre part a la revolta de l'any 451 contra l'Imperi Sassànida. S'esmenten per darrer cop el 555.